# Прогресс М-26М
Прогресс М-26М — транспортный грузовой космический корабль (ТГК) серии «Прогресс», стартовавший к Международной космической станции 17 февраля 2015 года. 58-й российский корабль снабжения МКС.

## Хроника полёта
17 февраля 2015 года в 14 часов 00 минут 17 секунд по московскому времени с космодрома Байконур осуществлён пуск ракеты-носителя «Союз-У» с транспортным грузовым кораблём (ТГК) «Прогресс М-26М». В 19 часов 57 минут по московскому времени осуществлена стыковка грузового корабля к агрегатному отсеку служебного модуля «Звезда» Международной космической станции.
26 февраля и 3 марта планируется корректировка орбиты МКС с помощью двигателей «Прогресса», необходимая для формирования более удобной орбиты для предстоящего возвращения космического корабля «Союз ТМА-14М», намеченного на 12 марта.
4 апреля 2015 года ЦУП увеличил высоту полета МКС с помощью двигателей «Прогресса М-26М» на 700 метров, создав оптимальные баллистические условия для стыковки МКС с грузовым кораблем «Прогресс М-27М». Стыковка не состоялась, т.к. корабль «Прогресс М-27М» был выведен на нерасчётную орбиту и потерян.
23 апреля МКС с помощью двигателей «Прогресса М-26М» увернулась от столкновения с разрушившемся спутником.
16 мая 2015 года ЦУП увеличил орбиту полета МКС на 900 метров, создав тем самым оптимальные баллистические условия для расстыковки МКС с пилотируемым кораблем «Союз ТМА-15М».
16 мая 2015 года была предпринята попытка коррекции орбиты МКС, однако двигатели грузовика «Прогресс М-26М» не запустились в расчетное время и коррекция не состоялась. Повторная попытка была предпринята 18 мая, и была успешной.
8 июня 2015 года ЦУП скорректировал орбиту полета МКС в связи с опасностью столкновения с космическим мусором, представляющим собой фрагмент ступени американской ракеты-носителя. Двигатели пристыкованного к МКС космического грузовика «Прогресс М-26М» были запущены в расчетное время. В результате маневра МКС уклонилась от обломка космического мусора.
18 июня 2015 года двигатели грузовика увеличили орбиту МКС на 900 метров, создав тем самым оптимальные баллистические условия для стыковки МКС с пилотируемым кораблем «Союз ТМА-17М».
14 августа 2015 года в 13 часов 18 минут по московскому времени произведена расстыковка грузового корабля «Прогресс М-26М» с МКС. В 17 часов 17 минут останки корабля упали в несудоходной части Тихого океана.

## Перечень грузов
Суммарная масса всех доставляемых грузов — 2 370 кг. В том числе:
| Топливо в баках системы дозаправки | 435 кг  |
| Топливо в комбинированной двигательной установке (КДУ) | 880 кг  |
| Газ в баллонах средств подачи кислорода (СрПК), кислород | 50 кг   |
| Вода в баках системы «Родник» | 420 кг  |
| СОГС — система обеспечения газового состава (блоки фильтров СО, газоанализатор ГЛ 2106, датчик окиси углерода ДСО) | 7 кг    |
| СВО — система водообеспечения (Блок раздачи и подогрева БРП-М, блоки колонок очистки БКО, шланги, коллектор, блок предохранительный, ручной насос и приемное устройство системы «Родник») | 96 кг   |
| СГО — санитарно-гигиеническое оборудование (Блоки датчиков для урины/воды, вкладыши и салфетки АСУ, ёмкости для воды (с водой), ёмкости с консервантом, контейнеры для твердых отходов, М-приемники, фильтр воздушный) | 262 кг  |
| СОП — средства обеспечения пищей (контейнеры с рационами питания, салфетки для СПП, пакеты для пищевых отходов, набор свежих продуктов) | 369 кг  |
| СМО — средства медицинского обеспечения (белье, оборудование медицинского контроля и обследования, средства профилактики неблагоприятного действия невесомости, оказания медицинской помощи, контроля чистоты атмосферы и уборки станции)                                                                                            | 214 кг  |
| КСКОС-комплекс систем контроля окружающей среды (оборудование для системы контроля акустического шума) | 1 кг    |
| СИЗ — средства индивидуальной защиты (блок 825М3) | 17 кг   |
| СПЛЗ — средства противопожарной защиты (сигнализаторы дыма ДС-7А) | 6 кг    |
| СОТР — система обеспечения теплового режима (сборник конденсата, вентиляторы, комплект сменных магистралей откачки конденсата, сменные кассеты пылефильтров) | 41 кг   |
| СУБА — система управления бортовой аппаратурой (HDD-диск, кабели, лэптоп) | 14 кг   |
| СТОР — система технического обслуживания и ремонта (мешки для контейнеров пояса инструментальные, комплект инструментов, инструменты и приспособления для ВнеКД, комплект инструментов и принадлежностей для ремонта трубопроводов, аккумуляторная батарея)                                                                          | 9 кг    |
| БИТС2 — 12 бортовая информационно-телеметрическая система (статическое запоминающее устройство) | 6 кг    |
| СЭП — система электропитания (блок 800А, блок управления преобразователем тока, преобразователи тока аккумуляторной батареи ПТАБ-1М, регуляторы тока РТ-50-1М) | 149 кг  |
| СУДН — система управления движением и навигации (блок формирования команд) | 7 кг    |
| СТОР — система технического обслуживания и ремонта (мешки для контейнеров, вкладыши) | 4 кг    |
| КСПЭ — комплекс средств поддержки экипажа (кварцевые часы «Omega», бортдокументация, посылки для экипажа, комплект фото- и видео- аппаратуры) | 40 кг   |
| КЦН — комплекс целевых нагрузок: (ГФИ-геофизические исследования: КЭ «Обстановка»; МБИ-медико-биологические исследования: «Пародонт-2»; БИО- биологические исследования: КЭ «Регенерация-1»; БТХ-космическая биотехнология: «Биопленка», КЭ «Каскад», КЭ «Биодеградация»; КПТ-комплексный анализ перспективных технологий: КЭ «Бар») | 14 кг   |
| КС ТОР — комплекс средств технического обслуживания и ремонта (аккумуляторная батарея, зарядное устройство, комплект сверл) | 3 кг    |
| ФГБ — функциональный грузовой блок (укладка с приборами) | 69 кг   |
| СО1 — стыковочный отсек (извещатели дыма электроиндукционные) | 5 кг    |
| МИМ-1-малый исследовательский модуль № 1 (средства вентиляции: болт, фланец) | 7 кг    |
| МИМ-2 — Малый исследовательский модуль № 2 (многофункциональный пульт индикатор с переходным кронштейном) | 5 кг    |
| Американские грузы для российского экипажа (американские предметы обеспечения российских членов экипажа: одежда, средства гигиены, канцелярские принадлежности) | 139 кг  |
| Суммарная масса доставляемого оборудования в грузовом отсеке | 1465 кг |
| Суммарная масса всех доставляемых грузов | 2370 кг |